# Usora
Usora è un comune della Federazione di Bosnia ed Erzegovina situato nel Cantone di Zenica-Doboj con 7.568 abitanti al censimento 2013.